# Jared Fogle
Jared Scott Fogle (nacido el 23 de agosto de 1977), también conocido como "Subway Guy," es un ex-portavoz de Subway, quien hizo múltiples apariciones en campañas de publicidad para la compañía. Obtuvo fama gracias a su pérdida de peso significativa (ahora conocida como la "dieta Subway"), atribuida a comer únicamente bocadillos Subway, lo que lo llevó a convertirse en promotor de la empresa. En 2015, Fogle fue investigado por el FBI descubriendo sus actividades que incluían pagar por sexo con menores de edad, posesión de pornografía infantil y trata de menores. El 12 de agosto de 2015, Fogle se declaró culpable en un tribunal federal de las denuncias relacionadas.

## Historia

### Primeros años
Fogle nació en Indianápolis, en la familia de Norman y Adrienne Fogle, en el seno de una familia judía. Hizo su Bar Mitzvá durante un viaje a Israel, para luego ser confirmado por una Sinagoga conservadora-reconstruccionista.
En 1995, Fogle se graduó de la secundaria North Central High School, en Indianapolis. Luego, en el año 2000, se graduó de la Indiana University para luego trabajar brevemente en el departamento de gestión de recursos en American Trans Air.

### Portavoz de Subway
La historia de Jared Fogle comenzó en el año 2000, cuando fue seleccionado como portavoz de la marca debido a su supuesta pérdida de 240 libras (108 kg) gracias a una dieta basada en los sándwiches de Subway. Su éxito en la pérdida de peso llamó la atención del departamento periodístico de su universidad, de las noticias locales y finalmente de Subway, contratándolo para hacer apariciones en múltiples comerciales para televisión y material promocional de la empresa. Gracias a esto, Fogle se convirtió en una figura reconocida en los Estados Unidos, donde se le invitaba a escuelas para hablar a los niños sobre la importancia de una alimentación saludable y el ejercicio físico.

### Sospechas de pedofilia
Sin embargo, en 2006, durante una entrevista en un programa de radio en Florida con la presentadora Rochelle Herman-Walrond, surgieron alarmantes revelaciones. Herman-Walrond declaró sentirse incómoda por el comportamiento "coqueto" de Fogle, pero fue un comentario sobre su atracción hacia chicas de secundaria lo que hizo saltar las alarmas. Aprovechando su amistad con Fogle, Rochelle comenzó a grabar sus conversaciones con el objetivo de obtener evidencia.
A lo largo de cuatro años, Rochelle grabó conversaciones en las que Fogle hizo comentarios inapropiados, incluyendo referencias a su atracción por niños y preguntas inquietantes sobre permitirle ver a sus propios hijos desnudos. Con las grabaciones en mano, Herman-Walrond acudió al FBI para informar sobre las evidencias incriminatorias. Sin embargo, debido a que las grabaciones se realizaron sin el consentimiento de Fogle, no pudieron ser utilizadas en un juicio.

## Arresto y juicio

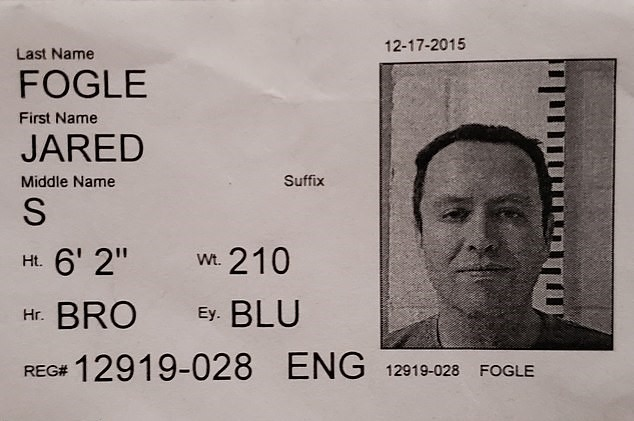
Foto policial de Jared en 2015.

Paralelamente a estos eventos, el director de la fundación de Jared, Russel Taylor, estaba siendo investigado por tener cámaras de video en las habitaciones de sus hijastras. Durante el allanamiento, se encontraron alrededor de 500 imágenes explícitas de las menores y sus amigas, lo que llevó a su arresto en 2015 por explotación y posesión de material sexual que involucraba a menores de edad. Taylor fue condenado a 27 años de prisión.

### Prisión
A partir de 2015 hasta la fecha actual se encuentra en la Institución Correccional Federal, Englewood.